# Gran Premio de la Ciudad de Imola de Motociclismo de 1999
El Gran Premio de la Ciudad de Imola de Motociclismo de 1999 fue la decimoprimera prueba del Campeonato del Mundo de Motociclismo de 1999. Tuvo lugar el fin de semana del 3 al 5 de septiembre de 1999 en el Autodromo Enzo e Dino Ferrari, situado en la ciudad de Imola, Emilia-Romagna, Italia. La carrera de 500cc fue ganada por Àlex Crivillé, seguido de Alex Barros y Max Biaggi. Loris Capirossi ganó la prueba de 250cc, por delante de Valentino Rossi y Olivier Jacque. La carrera de 125cc fue ganada por Marco Melandri, Simone Sanna fue segundo y Arnaud Vincent tercero.

## Resultados 500cc
| Pos. | N.º | Piloto                   | Constructor | Vueltas | Tiempo    | Parrilla | Pts. |
| ---- | --- | ------------------------ | ----------- | ------- | --------- | -------- | ---- |
| 1    | 3   | Àlex Crivillé            | Honda       | 25      | 46:05.244 | 1        | 25   |
| 2    | 5   | Alex Barros              | Honda       | 25      | +0.265    | 3        | 20   |
| 3    | 2   | Max Biaggi               | Yamaha      | 25      | +6.383    | 7        | 16   |
| 4    | 8   | Tadayuki Okada           | Honda       | 25      | +8.987    | 5        | 13   |
| 5    | 55  | Régis Laconi             | Yamaha      | 25      | +10.449   | 8        | 11   |
| 6    | 10  | Kenny Roberts Jr         | Suzuki      | 25      | +12.366   | 2        | 10   |
| 7    | 9   | Nobuatsu Aoki            | Suzuki      | 25      | +14.948   | 10       | 9    |
| 8    | 19  | John Kocinski            | Honda       | 25      | +17.719   | 9        | 8    |
| 9    | 24  | Garry McCoy              | Yamaha      | 25      | +28.910   | 12       | 7    |
| 10   | 15  | Sete Gibernau            | Honda       | 25      | +29.015   | 11       | 6    |
| 11   | 6   | Norick Abe               | Yamaha      | 25      | +34.810   | 6        | 5    |
| 12   | 26  | Haruchika Aoki           | TSR-Honda   | 25      | +53.188   | 14       | 4    |
| 13   | 31  | Tetsuya Harada           | Aprilia     | 25      | +1:01.810 | 13       | 3    |
| 14   | 17  | Jurgen van den Goorbergh | MuZ-Weber   | 25      | +1:07.100 | 16       | 2    |
| 15   | 20  | Mike Hale                | Modenas KR3 | 25      | +1:11.127 | 17       | 1    |
| 16   | 22  | Sébastien Gimbert        | Honda       | 25      | +1:20.873 | 18       |      |
| 17   | 68  | Mark Willis              | Modenas KR3 | 25      | +1:21.602 | 20       |      |
| Ret  | 25  | José Luis Cardoso        | TSR-Honda   | 12      | Retirado  | 19       |      |
| Ret  | 52  | David De Gea             | Honda       | 9       | Retirado  | 22       |      |
| Ret  | 14  | Juan Bautista Borja      | Honda       | 5       | Accidente | 15       |      |
| Ret  | 21  | Michael Rutter           | Honda       | 4       | Retirado  | 21       |      |
| Ret  | 4   | Carlos Checa             | Yamaha      | 3       | Retirado  | 4        |      |
| Ret  | 27  | Bernard Garcia           | MuZ-Weber   | 1       | Accidente | 23       |      |

- Pole Position: Àlex Crivillé, 1:48.750
- Vuelta Rápida: Alex Barros, 1:49.339

## Resultados 250cc
| Pos. | N.º | Piloto             | Constructor | Vueltas | Tiempo    | Parrilla | Pts. |
| ---- | --- | ------------------ | ----------- | ------- | --------- | -------- | ---- |
| 1    | 1   | Loris Capirossi    | Honda       | 23      | 43:23.269 | 2        | 25   |
| 2    | 46  | Valentino Rossi    | Aprilia     | 23      | +8.248    | 3        | 20   |
| 3    | 19  | Olivier Jacque     | Yamaha      | 23      | +9.971    | 1        | 16   |
| 4    | 7   | Stefano Perugini   | Honda       | 23      | +11.758   | 4        | 13   |
| 5    | 56  | Shinya Nakano      | Yamaha      | 23      | +17.488   | 8        | 11   |
| 6    | 21  | Franco Battaini    | Aprilia     | 23      | +21.322   | 6        | 10   |
| 7    | 6   | Ralf Waldmann      | Aprilia     | 23      | +23.134   | 5        | 9    |
| 8    | 34  | Marcellino Lucchi  | Aprilia     | 23      | +24.194   | 7        | 8    |
| 9    | 12  | Sebastián Porto    | Yamaha      | 23      | +36.966   | 12       | 7    |
| 10   | 44  | Roberto Rolfo      | Aprilia     | 23      | +37.617   | 11       | 6    |
| 11   | 37  | Luca Boscoscuro    | TSR-Honda   | 23      | +39.093   | 13       | 5    |
| 12   | 4   | Tohru Ukawa        | Honda       | 23      | +56.984   | 9        | 4    |
| 13   | 9   | Jeremy McWilliams  | Aprilia     | 23      | +1:05.262 | 10       | 3    |
| 14   | 11  | Tomomi Manako      | Yamaha      | 23      | +1:06.453 | 16       | 2    |
| 15   | 14  | Anthony West       | TSR-Honda   | 23      | +1:11.239 | 19       | 1    |
| 16   | 36  | Masaki Tokudome    | TSR-Honda   | 23      | +1:11.844 | 17       |      |
| 17   | 66  | Alex Hofmann       | TSR-Honda   | 23      | +1:21.088 | 20       |      |
| 18   | 10  | Fonsi Nieto        | Yamaha      | 23      | +1:49.572 | 26       |      |
| 19   | 16  | Johan Stigefelt    | Yamaha      | 23      | +1:50.453 | 25       |      |
| 20   | 22  | Lucas Oliver Bultó | Yamaha      | 22      | +1 Vuelta | 22       |      |
| 21   | 90  | Stefano Pennese    | Aprilia     | 22      | +1 Vuelta | 27       |      |
| Ret  | 35  | Mario De Matteo    | Aprilia     | 21      | Retirado  | 30       |      |
| Ret  | 58  | Matias Ríos        | Aprilia     | 19      | Retirado  | 29       |      |
| Ret  | 18  | Scott Smart        | Aprilia     | 13      | Retirado  | 21       |      |
| Ret  | 17  | Maurice Bolwerk    | TSR-Honda   | 10      | Accidente | 18       |      |
| Ret  | 24  | Jason Vincent      | Honda       | 8       | Accidente | 14       |      |
| Ret  | 23  | Julien Allemand    | TSR-Honda   | 7       | Accidente | 1        |      |
| Ret  | 48  | Ivan Clementi      | Aprilia     | 7       | Retirado  | 28       |      |
| Ret  | 15  | David García       | Yamaha      | 6       | Accidente | 24       |      |
| Ret  | 41  | Jarno Janssen      | TSR-Honda   | 1       | Retirado  | 23       |      |

- Pole Position: Olivier Jacque, 1:51.929
- Vuelta Rápida: Stefano Perugini, 1:52.138

## Resultados 125cc
| Pos. | N.º | Piloto               | Constructor | Vueltas | Tiempo    | Parrilla | Pts. |
| ---- | --- | -------------------- | ----------- | ------- | --------- | -------- | ---- |
| 1    | 13  | Marco Melandri       | Honda       | 21      | 42:26.648 | 1        | 25   |
| 2    | 16  | Simone Sanna         | Honda       | 21      | +1.244    | 3        | 20   |
| 3    | 21  | Arnaud Vincent       | Aprilia     | 21      | +1.535    | 4        | 16   |
| 4    | 7   | Emilio Alzamora      | Honda       | 21      | +2.211    | 6        | 13   |
| 5    | 6   | Noboru Ueda          | Honda       | 21      | +2.276    | 15       | 11   |
| 6    | 26  | Ivan Goi             | Honda       | 21      | +12.586   | 12       | 10   |
| 7    | 17  | Steve Jenkner        | Aprilia     | 21      | +12.701   | 10       | 9    |
| 8    | 54  | Manuel Poggiali      | Aprilia     | 21      | +13.112   | 11       | 8    |
| 9    | 41  | Youichi Ui           | Derbi       | 21      | +14.186   | 5        | 7    |
| 10   | 4   | Masao Azuma          | Honda       | 21      | +15.188   | 13       | 6    |
| 11   | 15  | Roberto Locatelli    | Aprilia     | 21      | +26.791   | 7        | 5    |
| 12   | 37  | William De Angelis   | Honda       | 21      | +33.998   | 14       | 4    |
| 13   | 32  | Mirko Giansanti      | Aprilia     | 21      | +48.189   | 18       | 3    |
| 14   | 18  | Reinhard Stolz       | Honda       | 21      | +48.758   | 23       | 2    |
| 15   | 44  | Alessandro Brannetti | Aprilia     | 21      | +48.819   | 17       | 1    |
| 16   | 9   | Frédéric Petit       | Aprilia     | 21      | +49.190   | 16       |      |
| 17   | 22  | Pablo Nieto          | Derbi       | 21      | +52.817   | 27       |      |
| 18   | 10  | Jerónimo Vidal       | Aprilia     | 21      | +52.832   | 20       |      |
| 19   | 8   | Gianluigi Scalvini   | Aprilia     | 21      | +1:15.177 | 9        |      |
| 20   | 39  | Cristian Magnani     | Aprilia     | 20      | +1 Vuelta | 29       |      |
| Ret  | 23  | Gino Borsoi          | Aprilia     | 18      | Ritirado  | 2        |      |
| Ret  | 12  | Randy De Puniet      | Aprilia     | 13      | Ritirado  | 24       |      |
| Ret  | 36  | Alex De Angelis      | Honda       | 12      | Accidente | 26       |      |
| Ret  | 5   | Lucio Cecchinello    | Honda       | 10      | Accidente | 8        |      |
| Ret  | 29  | Ángel Nieto Jr       | Honda       | 8       | Ritirado  | 28       |      |
| Ret  | 81  | Jaroslav Huleš       | Italjet     | 7       | Ritirado  | 25       |      |
| Ret  | 20  | Bernhard Absmeier    | Aprilia     | 6       | Accidente | 30       |      |
| Ret  | 1   | Kazuto Sakata        | Honda       | 2       | Accidente | 19       |      |
| Ret  | 11  | Max Sabbatani        | Honda       | 0       | Accidente | 22       |      |
| DNS  | 38  | Diego Giugovaz       | Aprilia     |         |           | 21       |      |

- Pole Position: Marco Melandri, 1:58.141
- Vuelta Rápida: Roberto Locatelli, 1:59.606